# Пингвин-диаграмма

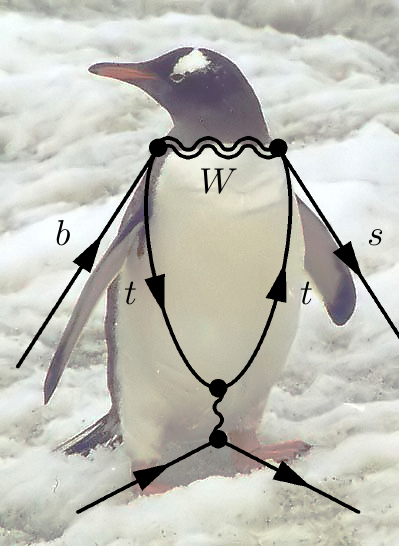
Пример пингвин-диаграммы

Пингвин-диаграммы (англ. penguin diagram) — класс диаграмм Фейнмана в квантовой теории поля, которые позволяют понять нарушение зарядовой чётности в стандартной модели. Они описывают однопетлевой процесс, в котором кварк временно меняет аромат, участвуя при этом в некотором взаимодействии, описываемом древесной диаграммой.
Для тех взаимодействий, в которых некоторые ароматы кварков (например, очень тяжёлые) имеют гораздо более высокие амплитуды взаимодействия, чем другие — например, хиггсовское взаимодействие или взаимодействия, нарушающие CP-симметрию, — пингвин-диаграммы могут давать вклад, сравнимый или даже больший вклада древесных диаграмм. Аналогичная схема может быть применена к лептонному распаду.

## Название
Американский физик Джон Эллис был первым, кто ввёл в оборот название «пингвин-диаграммы» для этого класса диаграмм квантовой теории поля, отчасти из-за их формы, отчасти из-за пари, проигранного Мелиссе Франклин. С 1976 года Эллис работал в ЦЕРНе вместе с Мэри К. Гайар и Димитрисом Нанопулосом над процессами, описываемыми пингвин-диаграммами. Весной 1977 года Эллис, Майк Чановиц, Мэри К. Гайар, работая над теорией великого объединения, написали статью, в которой предсказали массу b-кварка. Летом того же года Джон вместе с друзьями отправился в бар, где проиграл партию в дартс Мелиссе Франклин (хотя её и подменял Серж Рудаз). По условиям пари, проигравший должен был вставить слово «пингвин» в свою следующую научную статью. По словам Джона Эллиса, идея, как использовать слово «пингвин» в своей статье, пришла ему на ум во время курения запрещённого к употреблению растения.

## История
Введены российскими физиками-теоретиками Михаилом Шифманом, Аркадием Вайнштейном и Валентином Захаровым. Процессы, описываемые этими диаграммами, впервые наблюдала коллаборация CLEO в Корнеллском университете (США) в 1991 и 1994 годах.